# Cantó de Saint-Denis-2
El cantó de Saint-Denis-2 és un cantó de l'illa de la Reunió, regió d'ultramar francesa de l'oceà Índic. Correspon a una fracció de la comuna de Saint-Denis. No s'ha de confondre amb el Cantó de Saint-Denis-2 del departament de Sena Saint-Denis.

## Història
| Data d'elecció | Identitat     | Partit |
| -------------- | ------------- | ------ |
| 2004 -         | Alain Zaneguy | UMP    |